# VNR Verlag für die Deutsche Wirtschaft
Die VNR Verlag für die Deutsche Wirtschaft AG (auch VNR-Verlag) ist ein deutscher Fachverlag für Ratgeber, Nachschlagewerke und Fachinformationen mit Sitz in Bonn-Bad Godesberg. Unter dem Dach gebündelt sind 7 Fachverlage sowie 3 Schwesterunternehmen. Die Gruppe vertreibt derzeit 323 gedruckte Fachinformationsdienste und elektronische Produkte.

## Geschichte
Die VNR Verlag für die Deutsche Wirtschaft AG ist Mitglied der Rentrop Verlagsgruppe. Er beschäftigt rund 500 Mitarbeiter in Bonn sowie freie Autoren und Gutachter. Insgesamt erreichte die AG 2021 einen Umsatz von 144 Mio. Euro (2016: 130 Mio. Euro). Der Verlag ist laut eigenen Angaben der achtgrößte Fachverlag in Deutschland.
Norman Rentrop hatte das Unternehmen im Oktober 1975 als Verlag Norman Rentrop gegründet.
Im Mai 1976 erschien die erste Ausgabe der Zeitschrift Die Geschäftsidee mit Unternehmenskonzepten für Existenzgründer.
1977 wurde der Verlag ins Handelsregister unter A2790 eingetragen. Im August 1977 erscheint das erste, vom Verlagsgründer geschriebene, Buch „Tipps zur Unternehmensgründung“, das heute mittlerweile in der 12. Auflage erhältlich ist. Kerngeschäft des Verlages ist es, Expertenwissen aus unterschiedlichen Fachbereichen auch Laien zugänglich zu machen. Nach mehreren Umzügen befindet sich das Verlagsgebäude in der Theodor-Heuss-Straße 4 in Bonn-Bad Godesberg.
Im Jahr 1986 wurde das erste Tochterunternehmen Prisma Werbeagentur GmbH gegründet. Das Kerngeschäft als hauseigene Media-Agentur war die Durchführung aller Direktmarketing-Werbekampagnen. 1989 vertrieb der Verlag erstmals seine Produkte im Ausland. Deutschsprachige Titel erscheinen in Österreich und der Schweiz.
1993 kam es zu einer ersten Beteiligung durch Joint Venture in Osteuropa mit der Gründung von Rentrop & Straton in Bukarest (Rumänien). Der Verlag startete mit Loseblattwerken zu Themen wie Steuern, Arbeitsrecht, Arbeitssicherheit, Management und Buchhaltung. Im März 1993 wurde das zweite Tochterunternehmen gegründet. Die Presse Service Bonn GmbH & Co. KG übernahm die Betreuung der Abonnenten des Verlags und bot die Dienstleistungen auch anderen Fachverlagen außerhalb der Unternehmensgruppe an. 1996 wurde das dritte Tochterunternehmen, der FID Fachverlag für Informationsdienste GmbH – bereits seit 1990 als e. V. aktiv – gegründet. 1997 organisierte der Verlag seinen ersten Versandhandelskongress und weitete sein Angebot auf Fachkongresse aus. Zudem kam es zu einem Joint Venture in Polen durch Gründung von Wydawnictwo Wiedza i Praktyka in Warschau. Der Taipan Trader, das erste elektronische Produkt, wurde auf dem Markt eingeführt. Unter der Marke „simplify your life“, die ins Markenregister beim Deutschen Patent- und Markenamt eingetragen ist, brachte der Verlag die erste monatlich erscheinende Zeitschrift in diesem Bereich heraus.
Die VNR Verlag für die Deutsche Wirtschaft AG entstand im Jahr 1999 im Übergang vom Inhaber- zum managementgeführten Unternehmen. Verlagsvorstand ist Helmut Graf. Gemeinsam mit den Schwesterunternehmen FID Verlag GmbH und Prisma Werbeagentur GmbH und der Presse Service Bonn GmbH & Co. KG bilden sie die Rentrop Verlagsgruppe.
2003 beteiligte sich der Verlag durch Joint Ventures in Großbritannien unter dem Namen Agora Business Publications und Frankreich. Der Verlag startete mit jeweils drei Computertiteln. In Südafrika vergibt der Verlag Lizenzen. Der Verlag wurde 2004 vom Verband der Zeitschriftenverlage in NRW e. V. als Preisträger für richtungsweisende, innovative Entwicklungen der Marke „simplify“ ausgezeichnet. Von 2003 auf 2004 werden 32 Neuprodukte auf dem Markt eingeführt. Insgesamt verlegt das Verlagshaus mehr als 300 gedruckte Fachinformationsdienste. 2005 wurde der Vorstand Helmut Graf als erster deutscher Verleger in das „Board of Directors“ der amerikanischen „Specialized Information Publishers Association“ (SIPA) gewählt. Die SIPA ist ein internationaler Interessenverband von Fachverlegern, die sich regelmäßig in Washington treffen, um sich über Trends und Entwicklungen im Verlagswesen zu informieren und Know-how auszutauschen. Helmut Graf wurde 2009 als erster Europäer in die Hall of Fame der SIPA aufgenommen. Ebenso wurde er vom Deutschen Direktmarketingverband DDV in die „Hall of Fame“ aufgenommen.
Laut IHK Bonn/Rhein-Sieg zählte die Verlagsgruppe Rentrop 2010 zu den 30 größten privaten Arbeitgebern in der Region.
2014 wurde Guido Ems zweiter Vorstand des Verlags. Im April 2016 wurde Frederik Palm zum neuen Vorstandsmitglied und Chief Operating Officer ernannt. Ende April 2016 übernahm der Verlag die englische Agora Business Publications LLP und setzt damit den Internationalisierungs- und Wachstumskurs fort. Seit Oktober 2017 führt Richard Rentrop, Sohn des Gründers, die Verlagsgruppe. Die bisherigen Vorstände Ems und Palm wurden abberufen und der Vertrag von Helmut Graf lief Ende 2017 aus.

## Fachverlage
Die Publikationen werden auf sieben Imprints verteilt, das Produktportfolio umfasst 323 Produkte. Der Fachverlag BWRmed!a liefert Informationen zu den Themen Unternehmensführung, Personal, Arbeitsrecht, Lohn- und Gehaltsabrechnung, Ausbildung und Produktion. Kunden sind hauptsächlich Entscheider in klein- und mittelständischen Unternehmen. Der Fachverlag Computerwissen bietet Informationen für Hard- und Software-Themen rund um Computer und Informationstechnologie.
GeVestor Financial Publishing Group liefert Produkte zu Fragen der Geldanlage, zu Aktien und Immobilienwerten. Der Fachverlag mediaforwork liefert Informationen zu den Themenfeldern Unternehmenssteuern, Arbeitssicherheit und Sekretariat/Office-Management. Die Bereiche PPM PRO Pflege Management Verlag & Akademie, Verlag PRO Kita, Verlag PRO Schule, Verlag PRO Sozial und Orgenda richten sich an Verantwortliche im Management von öffentlichen und sozialen Einrichtungen. Ambulante Pflegedienste, Alten- und Pflegeheime, Kitas und Schulen bilden die Kernzielgruppen des Fachverlags. TKMmed!a bietet Informationen zu den Bereichen Mitbestimmung und Datenschutz, Kommunikation sowie Marketing und Trend. Zielgruppe sind beispielsweise Datenschützer, Gleichstellungsbeauftragte, Personal- und Betriebsräte sowie Fach- und Führungskräfte aus den Bereichen Einkauf, PR, Werbung und Logistik. Der Verlag Business media International ist in Frankreich, Großbritannien, Österreich, Polen, Rumänien, Russland, Schweiz und Südafrika aktiv. In den deutschsprachigen Ländern Österreich und Schweiz vertreibt er die Produkte aus Deutschland. In allen anderen Ländern wurden Joint Ventures mit einheimischen Partnern aufgebaut, die inhaltlich angepasste Periodika in der jeweiligen Landessprache publizieren. Der Umsatz im Jahr 2010 im Ausland lag bei 16 Mio. Euro.
Der Verlag PraxisCampus & OfficeSeminare bietet Kurse und Fernkurse zu den Themen Office und Sekretariat sowie Seminare und E-Learning-Kurse in den Bereichen Arbeitssicherheit, Datenschutz, Betriebsrat, Einkauf, Qualitätsmanagement, Gesundheitsmanagement, Personalwesen, Ausbildung, Kommunikation und Office Management an. Die bekanntesten Weiterbildungsveranstaltung ist der Office-Kongress, der Jahrestreff für Assistenzkräfte und Office-Professionals.

## Kritik
Aus Verbraucherschutzkreisen wurde immer wieder Kritik über die rigide Art der Kundenbindung des Verlages Norman Rentrop laut. Dem Verlag wurde vorgeworfen u. a. Nachschlagewerke als Loseblattsammlungen im Grundwerk sehr kostengünstig anzubieten und die regelmäßigen Nachlieferungen über lange Abo-Zeiträume (und unklare Formulierungen) zu hohen Kosten abzurechnen. Ebenfalls führte die Verbraucherzentrale Berlin den Verlag im Jahr 2007 in einer Liste von Unternehmen, die von der Verbraucherzentrale aufgrund ihres Geschäftsgebarens abgemahnt wurden. Ungeachtet dessen bietet der Verlag weiterhin kostenlose bzw. kostengünstige Publikationen an, die dann zu hohen Abonnementkosten führen. Diese Forderungen werden mit Hinweis auf das Einschreiten von Inkassobüros eingetrieben. Nach erfolgreicher Kündigung werden vergünstigte Fortsetzungsangebote (z. B. unbefristet halber Preis) angeboten.
Im Jahr 2018 mahnte die Verbraucherzentrale Hessen den VNR Verlag ab. Der VNR Verlag unterzeichnete eine Unterlassungserklärung, in der er sich verpflichtete, die irreführende Werbung mit Preisvorteilen und „Geldgeschenken“ zu unterlassen.
Laut ARD ist es Geschäftsmodell des Verlags, Interessenten über zunächst kostenlose Publikationen zu gewinnen, um ihnen später kostenpflichtige Abonnements von Publikationen zu verkaufen.
Im Frühjahr 2020 stellte die Kirchengewerkschaft bei der Staatsanwaltschaft einen Strafantrag gegen Bibel TV wegen Verhinderung einer Betriebsratswahl (§ 119 BetrVG). Zuvor waren im Dezember 2019 zwei Betriebsratsinitiatoren entlassen worden. Mit Schreiben vom 3. September 2020 wurde das Ermittlungsverfahren durch die Hamburger Staatsanwaltschaft mangels Tatverdacht eingestellt. Die Rentrop-Stiftung ist mit 52 % der Anteile Hauptgesellschafter von Bibel TV.

## Gesellschaftliches Engagement
Die VNR Verlag für die Deutsche Wirtschaft AG ist seit 1994 Stifter des Cicero-Rednerpreises, der u. a. an Peer Steinbrück, Marcel Reich-Ranicki, Jean-Claude Juncker, Thomas Gottschalk und Peter Sloterdijk verliehen wurde. Der Preis dient der Förderung der Redekultur.